# Vizézy
Le Vizézy est une rivière de la Loire, dans la région Auvergne-Rhône-Alpes, et un affluent du Lignon du Forez, donc un sous-affluent de la Loire.

## Géographie
Le Vizézy a 38,5 kilomètres de longueur. Il prend sa source sur la commune de Roche, à 1 372 mètres d'altitude, à 500 mètres de la Grande Pierre Bazanne (1 394 m) dans les monts du Forez.
Il traverse Montbrison avec des quais aménagés depuis 1884 et un pont d'Argent ou pont d'Ecotay, pont à deux arches
Il conflue avec le Lignon du Forez, sur la commune de Poncins, à l'ouest de celle-ci, à 337 mètres d'altitude, près du lieu-dit le Vizézy homonyme.

### Communes et cantons traversés
Dans le seul département de la Loire, le Vizézy traverse les dix communes suivantes, dans trois cantons, de l'amont vers aval, de Roche (source), Saint-Bonnet-le-Courreau, Châtelneuf, Essertines-en-Châtelneuf, Bard, Montbrison, Savigneux, Mornand-en-Forez, Chambéon, Poncins (confluence).
Soit en termes de cantons, le Vizézy prend sa source dans le canton de Montbrison, traverse le canton de Saint-Georges-en-Couzan, et conflue dans le canton de Feurs, le tout dans l'arrondissement de Montbrison.

### Bassin versant
Le Vizezy traverse les quatre zones hydrographiques K074, K075, K076, K077 pour une superficie totale de 221 km2. Ce bassin versant est constitué à 62,58 % de « territoires agricoles », à 29,98 % de « forêts et milieux semi-naturels », à 6,27 % de « territoires artificialisés », à 1,28 % de « surfaces en eau ».

### Organisme gestionnaire
Loire Forez agglomération possède la compétence GEMA (Gestion de l'Eau et des Milieux Aquatiques), par conséquent elle est à même d'organiser la bonne gestion du bassin versant. Elle fait suite au Syndicat mixte du bassin versant du Lignon, de l'Anzon et du Vizézy (SYMILAV) depuis le 1er janvier 2019. Il convient de rappeler que les riverains de cours d'eau sont propriétaires jusqu'à la moitié du cours d'eau, le Code de l'Environnement prévoit alors que les propriétaires de berges soient responsables de l'entretien des berges (article L 215.14). La collectivité gestionnaire peut conseiller les particuliers sur les bonnes pratiques à mettre en œuvre.

## Affluents

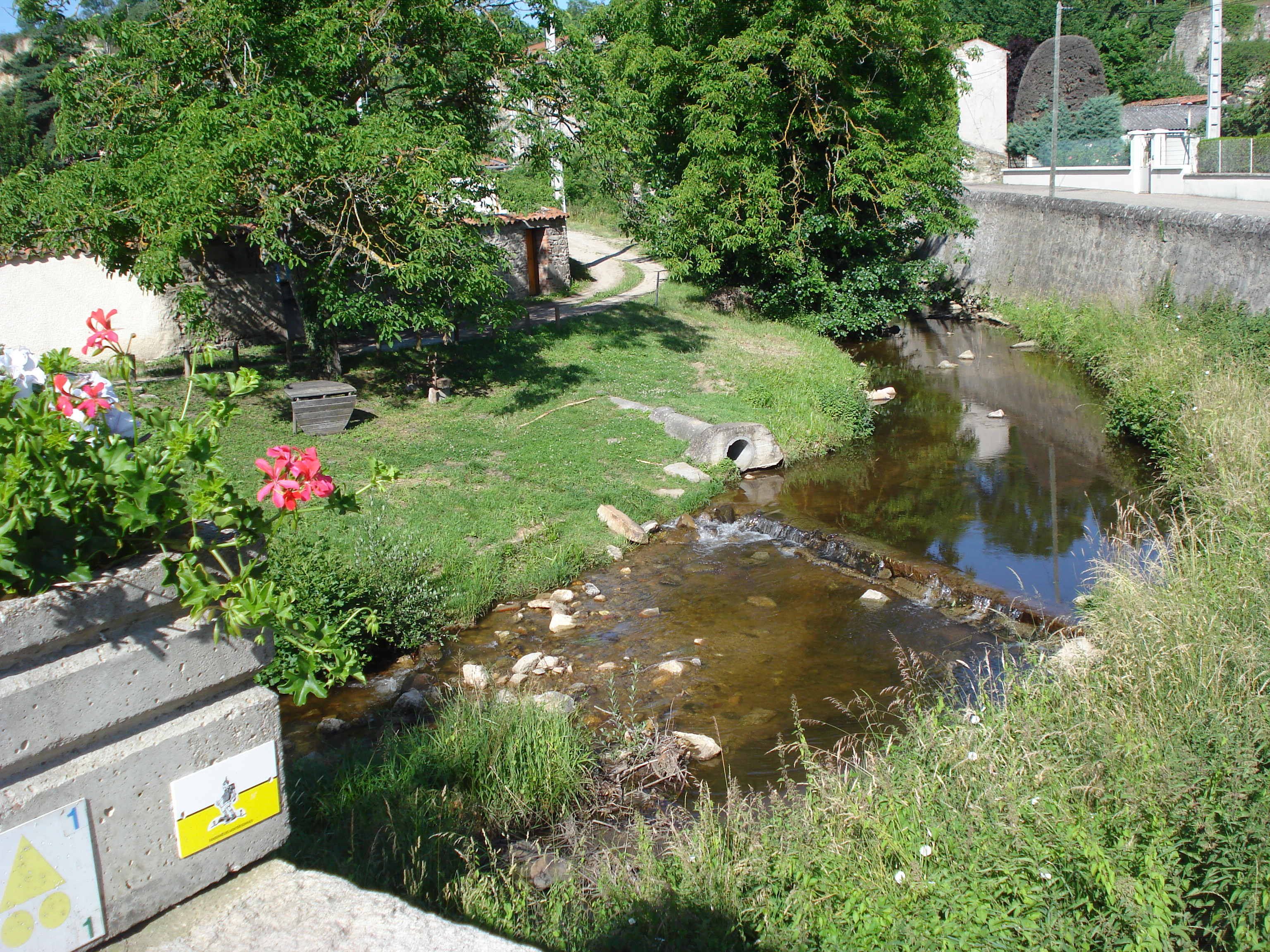
Le Moingt à Moingt (Montbrison)

Le Vizézy a onze affluents référencés dont :
- le ruisseau de Goutte fière (rg[note 1]) 2,5 km sur Roche et Saint-Bonnet-le-Courreau.
- ??, 0,5 km sur Saint-Bonnet-le-Courreau.
- le ruisseau de Probois (rd) 5,5 km sur Roche et Essertines-en-Châtelneuf.
- le ruisseau de Trézaillette (rd) 9,4 km sur Essertines-en-Châtelneuf, Lérigneux et Roche.
- le ruisseau de Curtieux (rg) 6,3 km, sur Champdieu, Essertines-en-Châtelneuf, Montbrison, Savigneux, avec 3 affluents.
- le ruisseau de Ruillat (rg) 14,3 km avec trois affluents.
- la rivière le Moingt (rd) 22,6 km avec quatre affluents, confluant sur Mornand-en-Forez et traversant Montbrison. Il passe à l'ouest des étangs de Bullieu.
- le ruisseau de Pralong (rg) 17 km avec trois affluents. Il conflue sur Mornand-en-Forez et traverse Saint-Bonnet-le-Courreau et Pralong.
- le Peynot (rg) 3,4 km, sur Mornand-en-Forez, Saint-Paul-d'Uzore, passant par l'étang Pallotier et l'étang de Vizelles[4].
- le ruisseau le Félines (rg) 16,4 km avec six affluents.

### Rang de Strahler
Le rang de Strahler est de quatre.

## Hydrologie

### Le Vizézy à Essertines-en-Châtelneuf
Le Vizézy a une station hydrologique à Essertines-en-Châtelneuf au lieu-dit la Guillanche: K0763610, avec un bassin versant de 43,3 km2, à 450 mètres d'altitude. Son module est alors de 0,635 m3/s et son VCN3 de 0,004 3 m3/s (étiage ou pénurie d'eau).

### Crues
En cas de crue, son débit maximal instantané pour un mois QIX 2 est de 6,9 m3/s et son débit instantané maximal a atteint 20,10 m3/s le 2 novembre 2008 alors que le débit journalier maximal de 9,45 m3/s a été atteint le 14 février 1990.

## Activités
- Approximativement soixante-dix (70) moulins se partageaient 18 km du cours du Vizézy, indication d'une intense activité centrée sur la rivière, du Moyen Âge jusqu'au milieu du XXe siècle. Farine, huile, scierie, etc. les occupations étaient diversifiées. Certains moulins, comme celui des Massons[6], cumulaient plusieurs activités.

Un bief a été créé pour compenser les insuffisances de débit du Vizézy.
- Le pont canal sur la commune de Savigneux[7], au kilomètre 33,05 de la branche principale du canal[8], permet le croisement du Vizézy et du canal du Forez. Il a la particularité d'être surplombé par le pont de la voie ferrée[3].

## Pêche et écologie
La partie haute, an amont de Montbrison, est un cours d'eau de première catégorie, alors que la partie aval est un cours d'eau de deuxième catégorie. Une station d'épuration SITEPUR en aval de Montbrison, permet une amélioration du cours aval, favorisant la population piscicole, et leurs prédateurs, cormorans et hérons. Le retour du castor serait effectif sur Mornand.